# フリードリヒ2世 (アンハルト公)
フリードリヒ2世（Friedrich II., 1856年8月19日 - 1918年4月21日）は、アンハルト公国の公（在位：1904年 - 1918年）。全名はレオポルト・フリードリヒ・エドゥアルト・カール・アレクサンダー（Leopold Friedrich Eduard Karl Alexander）。フリードリヒ1世の次男。

## 生涯
1856年8月19日、フリードリヒ1世とその妃であったザクセン＝アルテンブルク公子エドゥアルトの娘アントイネッテ（1838年 - 1908年）の間に第二子としてデッサウで生まれ、兄のレオポルトが1886年に歿したため世子となった。1889年7月2日にカールスルーエでバーデン大公子ヴィルヘルムの娘マリー（1865年 - 1939年）と結婚したが、二人の間に子供は生まれなかった。
フリードリヒ2世は1904年に父の死去を受けて公位に即いた。彼はザクセン＝マイニンゲン公ゲオルク2世と同様に演劇やオペラの後援者として知られ、デッサウは芸術の都として栄えた。
1918年4月21日にフリードリヒ2世は崩御し、弟のエドゥアルトが公位を嗣いだが彼も同年9月13日に崩御。エドゥアルトの次男ヨアヒム・エルンストが17歳で公位に即き、フリードリヒ2世とエドゥアルトの弟アリベルトが摂政となった。しかしその3ヵ月後にドイツ革命が発生し、13世紀から続いたアスカーニエン家によるアンハルトの統治は終止符を打たれた。